# Carl Johansson (socialdemokrat)
Carl Edvin Johansson, född 6 mars 1900 i Tegneby församling på Orust, död 18 juli 1980 i Tegneby församling, jordbrukare och riksdagspolitiker.
Johansson tillhörde Socialdemokraterna och var riksdagsledamot i andra kammaren 1942-1944 samt från 19 december 1945 till 1968, representerade sitt parti i valkretsen Göteborgs och Bohus län. 